# 佐久間盛親
佐久間 盛親（さくま もりちか）は、江戸時代中期の旗本。
寛延元年（1748年）8月14日、家督（武蔵国児玉郡、横見郡のうち200石）を相続し、甲府勤番士となった。
宝暦9年（1759年）12月15日、精勤を賞して白銀10枚を賜った。安永7年（1778年）5月15日、初めて将軍・徳川家治に拝謁。
天明4年（1784年）8月18日、隠居した。
寛政8年7月30日、死去。享年77。